# 虞摶
虞抟（1438年—1517年），字天民，號花溪恒德老人，義烏人，明朝中期中醫家。其曾祖曾經自元代名醫朱丹溪學醫，虞抟傳承曾祖父及朱丹溪的醫理，也參考張機、孫思邈、李杲諸家之說，有《醫學正傳》八卷，《方脈發蒙》六卷。李時珍《本草綱目》中也有引用醫學正傳的內容。